# Milán AC 2002/2003
Tento článek se podrobně zabývá událostmi ve fotbalovém klubu AC Milán (tehdy naposledy pod názvem Milán AC) v sezoně 2002/2003 a jeho působení v nejvyšší lize, domácího poháru a v Lize mistrů UEFA.

## Realizační tým
| Post                                    | Jméno                                               |
| --------------------------------------- | --------------------------------------------------- |
| Hlavní trenér                           | Carlo Ancelotti                                     |
| Asistent trenéra                        | Mauro Tassotti                                      |
| Trenér brankářů                         | William Vecchi                                      |
| Sportovní trenéři                       | Daniele Tognaccini, Giovanni Mauri, William Tillson |
| Klubové vedení                          |                                                     |
| Prezident klubu                         | Silvio Berlusconi                                   |
| Zástupce prezidenta a generální ředitel | Adriano Galliani                                    |
| Zástupce prezidenta klubu               | Paolo Berlusconi, Gianni Nardi                      |
| Sportovní ředitel                       | Ariedo Braida                                       |
| Organizační ředitel                     | Umberto Gandini                                     |
| Vedoucí klubu                           | Silvano Ramaccioni                                  |

## Soupiska
Aktuální k datu 30. června 2003.
| Číslo | Pozice | Nár.                 | Hráč                  | Datum narození a věk        | Od roku | Předchozí angažmá | Poznámka                    |
| ----- | ------ | -------------------- | --------------------- | --------------------------- | ------- | ----------------- | --------------------------- |
| 1     | B      | Itálie               | Valerio Fiori         | 27. dubna 1969 (56 let)     | 1999    | Piacenza          |                             |
| 2     | O      | Dánsko               | Thomas Helveg         | 24. června 1971 (53 let)    | 1998    | Udine             |                             |
| 3     | O      | Itálie               | Paolo Maldini         | 26. června 1968 (56 let)    | 1984    | Juniorka          |                             |
| 4     | O      | Gruzie               | Kacha Kaladze         | 27. února 1978 (47 let)     | 2001    | Kyjev             |                             |
| 5     | Z      | Argentina            | Fernando Redondo      | 6. června 1969 (55 let)     | 2000    | Real              |                             |
| 7     | Ú      | Ukrajina             | Andrij Ševčenko       | 29. září 1976 (48 let)      | 1999    | Kyjev             |                             |
| 8     | Z      | Itálie               | Gennaro Gattuso       | 9. ledna 1978 (47 let)      | 1999    | Salernitana       |                             |
| 9     | Ú      | Itálie               | Filippo Inzaghi       | 9. srpna 1973 (51 let)      | 2001    | Juventus          |                             |
| 10    | Z      | Portugalsko          | Rui Costa             | 29. března 1972 (53 let)    | 2001    | Fiorentina        |                             |
| 11    | Ú      | Brazílie             | Rivaldo               | 19. dubna 1972 (53 let)     | 2002    | Barcelona         |                             |
| 12    | B      | Brazílie             | Dida                  | 7. října 1973 (51 let)      | 2000    | Corinthians       |                             |
| 13    | O      | Itálie               | Alessandro Nesta      | 19. března 1976 (49 let)    | 2002    | Lazio             |                             |
| 14    | Z      | Chorvatsko           | Dario Šimić           | 12. listopadu 1975 (49 let) | 2002    | Inter             |                             |
| 15    | Ú      | Dánsko               | Jon Dahl Tomasson     | 29. srpna 1976 (48 let)     | 2002    | Feyenoord         |                             |
| 16    | O      | Argentina            | José Antonio Chamot   | 17. května 1969 (56 let)    | 2000    | Atlético          |                             |
| 17    | O      | Brazílie             | Claiton               | 7. září 1984 (40 let)       | 2002    | Bologna           |                             |
| 18    | B      | Itálie               | Christian Abbiati     | 8. července 1977 (47 let)   | 1998    | Monza             |                             |
| 19    | O      | Itálie               | Alessandro Costacurta | 24. dubna 1966 (59 let)     | 1986    | Juniorka          |                             |
| 20    | Z      | Nizozemsko · Surinam | Clarence Seedorf      | 1. dubna 1976 (49 let)      | 2002    | Inter             |                             |
| 21    | Z      | Itálie               | Andrea Pirlo          | 19. května 1979 (45 let)    | 2001    | Inter             |                             |
| 22    | O      | Rumunsko             | Cosmin Contra         | 15. prosince 1975 (49 let)  | 2001    | Alavés            | odešel v srpnu              |
| 23    | Z      | Itálie               | Massimo Ambrosini     | 29. května 1977 (47 let)    | 1995    | Cesena            |                             |
| 24    | O      | Dánsko               | Martin Laursen        | 26. července 1977 (47 let)  | 2001    | Parma             |                             |
| 25    | O      | Brazílie             | Roque Júnior          | 31. srpna 1976 (48 let)     | 2000    | Palmeiras         | odešel v zimě               |
| 27    | Z      | Brazílie             | Serginho              | 27. června 1971 (53 let)    | 1999    | São Paulo         |                             |
| 28    | Z      | Itálie               | Samuele Dalla Bona    | 6. února 1981 (44 let)      | 2002    | Chelsea           |                             |
| 30    | Ú      | Itálie               | Marco Borriello       | 18. června 1982 (42 let)    | 2002    | Treviso           | v lednu odešel na hostování |
| 31    | Z      | Francie · Senegal    | Ibrahim Ba            | 12. listopadu 1973 (51 let) | 1997    | Bordeaux          |                             |
| 32    | Z      | Itálie               | Cristian Brocchi      | 30. ledna 1976 (49 let)     | 2001    | Inter             |                             |
| 33    | Ú      | Brazílie             | Leonardo              | 5. září 1969 (55 let)       | 2002    | Flamengo          | přišel v říjnu              |
| 34    | Ú      | Itálie               | Alessandro Matri      | 19. srpna 1984 (40 let)     | 2002    | Juniorka          |                             |
| 36    | Z      | Itálie               | Stefano Pastrello     | 11. ledna 1984 (41 let)     | 2003    | Juniorka          |                             |
| 37    | Z      | Itálie               | Roberto Bortolotto    | 15. dubna 1985 (40 let)     | 2003    | Juniorka          |                             |
| 39    | Ú      | Itálie               | Michele Piccolo       | 1. září 1985 (39 let)       | 2003    | Juniorka          |                             |
| 41    | Z      | Itálie               | Mattia Dal Bello      | 19. ledna 1984              | 2002    | Juniorka          |                             |
| 42    | O      | Itálie               | Mirko Stefani         | 25. ledna 1984 (41 let)     | 2002    | Juniorka          |                             |
| 83    | Z      | Gabon                | Catilina Aubameyang   | 1. září 1983 (41 let)       | 2001    | Regginana         |                             |

### Změny v kádru v letním přestupovém období 2002[1]
| Přišli do týmu | Přišli do týmu       | Přišli do týmu     | Přišli do týmu | Přišli do týmu          | Přišli do týmu             | Přišli do týmu | Odešli z týmu | Odešli z týmu | Odešli z týmu       | Odešli z týmu | Odešli z týmu   | Odešli z týmu   | Odešli z týmu  |
| Pozice         | Nár.                 | Hráč               | Věk            | Odkud přišel            | Typ                        | Cena           | Pozice        | Nár.          | Hráč                | Věk           | Kam odešel      | Typ             | Cena           |
| B              | Brazílie             | Dida               | 28             | SC Corinthians Paulista | návrat z hostování         |                | B             | Itálie        | Sebastiano Rossi    | 37            | AC Perugia      | přestup         | zadarmo        |
| O              | Itálie               | Luca Antonini      | 19             | AC Prato                | návrat z hostování         |                | O             | Itálie        | Luca Antonini       | 19            | Ancona Calcio   | hostování       |                |
| O              | Itálie               | Francesco Coco     | 25             | FC Barcelona            | návrat z hostování         |                | O             | Itálie        | Francesco Coco      | 25            | FC Inter Milán  | přestup         | 22,5 mil. Euro |
| O              | Argentina            | Fabricio Coloccini | 20             | Deportivo Alavés        | návrat z hostování         |                | O             | Argentina     | Fabricio Coloccini  | 20            | Atlético Madrid | hostování       | 0,1 mil. Euro  |
| O              | Itálie               | Martin Laursen     | 24             | Parma AC                | využitá opce               | 11 mil. Euro   | O             | Itálie        | Daniele Daino       | 22            | Ancona Calcio   | přestup         | zadarmo        |
| O              | Itálie               | Alessandro Nesta   | 26             | SS Lazio                | přestup                    | 31 mil. Euro   | O             | Rumunsko      | Cosmin Contra       | 26            | Atlético Madrid | přestup         | 3 mil. Euro    |
| O              | Chorvatsko           | Dario Šimič        | 26             | FC Inter Milán          | přestup                    | 5 mil. Euro    | O             | Senegal       | Mohammud Adama Sarr | 18            | Galatasaray SK  | hostování       |                |
| Z              | Itálie               | Samuele Dalla Bona | 21             | Chelsea FC              | přestup                    | 1,6 mil. Euro  | Z             | Itálie        | Demetrio Albertini  | 30            | Atlético Madrid | hostování       |                |
| Z              | Uruguay              | Pablo García       | 25             | AC Benátky              | návrat z hostování         |                | Z             | Uruguay       | Pablo García        | 25            | CA Osasuna      | přestup         | zadarmo        |
| Z              | Nizozemsko · Surinam | Clarence Seedorf   | 26             | FC Inter Milán          | přestup                    | 22,5 mil. Euro | Z             | Itálie        | Massimo Donati      | 21            | Parma AC        | hostování       |                |
| Ú              | Itálie               | Marco Borriello    | 20             | Treviso FBC             | vykoupení spoluvlastnictví |                | Z             | Itálie        | Marco Donadel       | 19            | US Lecce        | hostování       |                |
| Ú              | Brazílie             | Rivaldo            | 30             | FC Barcelona            | přestup                    | zadarmo        | Z             | Turecko       | Ümit Davala         | 28            | FC Inter Milán  | přestup         | 2 mil. Euro    |
| Ú              | Dánsko               | Jon Dahl Tomasson  | 25             | Feyenoord               | přestup                    | zadarmo        | Z             | Itálie        | Marco Donadel       | 19            | US Lecce        | hostování       |                |
|                |                      |                    |                |                         |                            |                | Ú             | Bělorusko     | Vitalij Kutuzov     | 22            | Sporting CP     | hostování       |                |
|                |                      |                    |                |                         |                            |                | Ú             | Španělsko     | Jose Mari           | 23            | Atlético Madrid | hostování       |                |
|                |                      |                    |                |                         |                            |                | Ú             | Španělsko     | Javi Moreno         | 27            | Atlético Madrid | přestup         | 13 mil. Euro   |
|                |                      |                    |                |                         |                            |                | Ú             | Itálie        | Marco Simone        | 33            | AS Monako       | konec hostování |                |

### Změny v kádru v zimním přestupovém období 2003[2]
| Přišli do týmu | Přišli do týmu | Přišli do týmu      | Přišli do týmu | Přišli do týmu | Přišli do týmu     | Přišli do týmu | Odešli z týmu | Odešli z týmu | Odešli z týmu       | Odešli z týmu | Odešli z týmu | Odešli z týmu | Odešli z týmu |
| Pozice         | Nár.           | Hráč                | Věk            | Odkud přišel   | Typ                | Cena           | Pozice        | Nár.          | Hráč                | Věk           | Kam odešel    | Typ           | Cena          |
| O              | Senegal        | Mohammud Adama Sarr | 19             | Galatasaray SK | návrat z hostování |                | O             | Senegal       | Mohammud Adama Sarr | 19            | Ancona Calcio | hostování     |               |
| Z              | Brazílie       | Leonardo            | 33             | CR Flamengo    | přestup            | zadarmo        | Z             | Itálie        | Massimo Donati      | 21            | Turín Calcio  | hostování     |               |
| Z              | Itálie         | Massimo Donati      | 21             | Parma AC       | návrat z hostování |                | Ú             | Itálie        | Marco Borriello     | 20            | Empoli FC     | hostování     |               |

## Zápasy v sezoně 2002/2003

### Serie A (Italská liga)
|              | ATA | BOL | BRE | CHI | COM | EMP | INT | JUV | LAZ | MOD | PAR | PER | PIA | REG | ŘÍM | TUR | UDI |
| ------------ | --- | --- | --- | --- | --- | --- | --- | --- | --- | --- | --- | --- | --- | --- | --- | --- | --- |
| Utkání doma  | 3:3 | 3:1 | 0:0 | 0:0 | 2:0 | 0:1 | 1:0 | 2:1 | 2:2 | 2:1 | 2:1 | 3:0 | 2:1 | 2:0 | 1:0 | 6:0 | 1:0 |
| Utkání venku | 4:1 | 2:0 | 0:1 | 2:3 | 2:1 | 1:1 | 1:0 | 1:2 | 1:1 | 3:0 | 0:1 | 0:1 | 2:4 | 0:0 | 1:2 | 3:0 | 0:1 |

Tabulka
| Poř. | Tým             | Z  | V  | R  | P  | VG | OG | B  |
| ---- | --------------- | -- | -- | -- | -- | -- | -- | -- |
| 1.   | Juventus FC     | 34 | 21 | 9  | 4  | 64 | 29 | 72 |
| 2.   | FC Inter Milán  | 34 | 19 | 8  | 7  | 64 | 38 | 65 |
| 3.   | Milán AC        | 34 | 18 | 7  | 9  | 55 | 30 | 61 |
| 4.   | SS Lazio        | 34 | 15 | 15 | 4  | 57 | 32 | 60 |
| 5.   | Parma AC        | 34 | 15 | 11 | 8  | 55 | 36 | 56 |
| 6.   | Udinese Calcio  | 34 | 16 | 8  | 10 | 38 | 35 | 56 |
| 7.   | AC ChievoVerona | 34 | 16 | 7  | 11 | 51 | 39 | 55 |
| 8.   | AS Řím 1        | 34 | 13 | 10 | 11 | 55 | 46 | 49 |
| 9.   | Brescia Calcio  | 34 | 9  | 15 | 10 | 36 | 38 | 42 |
| 10.  | AC Perugia      | 34 | 10 | 12 | 12 | 40 | 48 | 42 |

Poznámky
- Z = Odehrané zápasy; V = Vítězství; R = Remízy; P = Prohry; VG = Vstřelené góly; OG = Obdržené góly; B = Body
- 1  AS Řím hrál Pohár UEFA za finále italského poháru na místo vítěze Milán AC.

|  | Mistr ligy a Přímý postup do Ligy mistrů 2003/2004 |
|  | Přímý postup do Ligy mistrů 2003/2004              |
|  | Postup do 3. předkola Ligy mistrů 2003/2004        |
|  | Přímý postup do 1. kola Poháru UEFA 2003/2004      |
|  | Postup do Poháru UEFA 2003/2004 z Intertoto Cupu   |

### Coppa Italia (Italský pohár)
| osmifinále - 1. zápas 3. prosince 2002 | Ancona Calcio       | 1 – 1  | Milán AC     | Stadio del Conero, Ancona                     |  |  |
| 21:00 SELČ                             | 5' Anselmo Robbiati | Report | 45' Leonardo | Diváci: 21.498 Rozhodčí: Massimiliano Saccani |  |  |
|                                        |                     |        |              |                                               |  |  |

| osmifinále - 2. zápas 18. prosince 2002 | Milán AC                                                                 | 5 – 1  | Ancona Calcio | Stadio Giuseppe Meazza, Milán         |  |  |
| 21:00 SELČ                              | 12', 39' Jon Dahl Tomasson 9' Rui Costa 69' Marco Borriello 88' Leonardo | Report |               | Diváci: 2.551 Rozhodčí: Tiziano Pieri |  |  |
|                                         |                                                                          |        |               |                                       |  |  |

| čtvrtfinále - 1. zápas 14. ledna 2003 | Milán AC | 0 – 0  | AC ChievoVerona | Stadio Giuseppe Meazza, Milán           |  |  |
| 21:00 SELČ                            |          | Report |                 | Diváci: 3.598 Rozhodčí: Paolo Dondarini |  |  |
|                                       |          |        |                 |                                         |  |  |

| čtvrtfinále - 2. zápas 22. ledna 2003 | AC ChievoVerona                             | 2 – 5  | Milán AC                                                                                | Stadio Marcantonio Bentegodi, Verona     |  |  |
| 21:00 SELČ                            | 69' Luigi Beghetto 81' Daniele Franceschini | Report | 43', 63' Clarence Seedorf 1' Kacha Kaladze 45' Jon Dahl Tomasson 84' Samuele Dalla Bona | Diváci: 7.350 Rozhodčí: Domenico Messina |  |  |
|                                       |                                             |        |                                                                                         |                                          |  |  |

| semifinále - 1. zápas 6. února 2003 | AC Perugia | 0 – 0  | Milán AC | Stadio Renato Curi, Perugia             |  |  |
| 21:00 SELČ                          |            | Report |          | Diváci: 12.000 Rozhodčí: Nicola Ayroldi |  |  |
|                                     |            |        |          |                                         |  |  |

| semifinále - 2. zápas 15. dubna 2003 | Milán AC                                   | 2 – 1  | AC Perugia            | Stadio Giuseppe Meazza, Milán              |  |  |
| 21:00 SELČ                           | 41' Jon Dahl Tomasson 52' Alessandro Nesta | Report | 83' Andrea Caracciolo | Diváci: 9.605 Rozhodčí: Pasquale Rodomonti |  |  |
|                                      |                                            |        |                       |                                            |  |  |

| Finále - 1. zápas 20. května0 2003 | AS Řím              | 1 – 4  | Milán AC                                                           | Stadio Olimpico, Řím                        |  |  |
| 20:45 SELČ                         | 28' Francesco Totti | Report | 62 (pen.)', 72' Serginho 70' Massimo Ambrosini 89' Andrij Ševčenko | Diváci: 60.647 Rozhodčí: Gianluca Paparesta |  |  |
|                                    |                     |        |                                                                    |                                             |  |  |

| Finále - 2. zápas 31. května 2003 | Milán AC                          | 2 – 2  | AS Řím                   | Stadio Giuseppe Meazza, Milán            |  |  |
| 20:45 SELČ                        | 65' Rivaldo 90+4' Filippo Inzaghi | Report | 56', 64' Francesco Totti | Diváci: 76.061 Rozhodčí: Roberto Rosetti |  |  |
|                                   |                                   |        |                          |                                          |  |  |

### Liga mistrů UEFA 2002/2003
3 předkolo
| 3 předkolo: 1. zápas 14. srpna 2002 | Milán AC            | 1 – 0  | FC Slovan Liberec | Stadio Giuseppe Meazza, Milán          |  |
| 20:45 SELČ | 68' Filippo Inzaghi | Report |                   | Diváci: 30.064 Rozhodčí: Konrad Plautz |  |
| Poznámky: Sestava: Abbiati (46. Dida) – Kaladze, Roque Junior (25. Laursen), Maldini (K), Contra – Serginho (60. Seedorf), Rui Costa, Ambrosini, Gattuso – Inzaghi, Ševčenko |                     |        |                   |                                        |  |

| 3 předkolo: 2. zápas 28. srpna 2002 | FC Slovan Liberec                      | 2 – 1  | Milán AC            | Stadion U Nisy, Liberec                      |  |
| 21:00 SELČ | 46' Miroslav Slepička 88' David Langer | Report | 20' Filippo Inzaghi | Diváci: 8.740 Rozhodčí: Arturo Daudén Ibaňez |  |
| Poznámky: Sestava: Dida – Kaladze, Laursen, Maldini (K), Šimič – Gattuso, Pirlo (82. Dalla Bona), Seedorf – Rui Costa (70. Rivaldo) – Inzaghi, Tomasson (60. Serginho) |                                        |        |                     |                                              |  |

Základní část
| Základní skupina G: 1. zápas 18. září 2002 | Milán AC                 | 2 – 1  | RC Lens            | Stadio Giuseppe Meazza, Milán           |  |
| 20:45 SELČ | 57', 61' Filippo Inzaghi | Report | 75' Daniel Moreira | Diváci: 70.259 Rozhodčí: Kyros Vassaras |  |
| Poznámky: Sestava: Dida – Kaladze, Maldini (K), Nesta, Šimič – Gattuso, Pirlo, Seedorf – Rui Costa (82. Tomasson) – Inzaghi (85. Laursen), Rivaldo (77. Ambrosini) |                          |        |                    |                                         |  |

| Základní skupina G: 2. zápas 24. září 2002 | Deportivo La Coruňa | 0 – 4  | Milán AC                                           | Estadio Municipal de Riazor, A Coruňa       |  |
| 20:45 SELČ |                     | Report | 33', 55', 62' Filippo Inzaghi 17' Clarence Seedorf | Diváci: 28.000 Rozhodčí: Kim Milton Nielsen |  |
| Poznámky: Sestava: Dida – Kaladze, Maldini (K), Nesta, Šimič – Gattuso, Pirlo (64. Ambrosini), Seedorf – Rui Costa (80. Dalla Bona) – Inzaghi, (78. Tomasson), Rivaldo |                     |        |                                                    |                                             |  |

| Základní skupina G: 3. zápas 1. října 2002 | FC Bayern Mnichov   | 1 – 2  | Milán AC                 | Olympiastadion Mnichov, Mnichov      |  |
| 20:45 SELČ | 54' Claudio Pizarro | Report | 52', 84' Filippo Inzaghi | Diváci: 60.000 Rozhodčí: Hugh Dallas |  |
| Poznámky: Sestava: Dida – Kaladze, Maldini (K), Nesta, Šimič – Gattuso, Pirlo (77. Serginho), Seedorf – Rui Costa (87. Laursen) – Inzaghi, Rivaldo (66. Ambrosini) |                     |        |                          |                                      |  |

| Základní skupina G: 4. zápas 23. října 2002 | Milán AC                         | 2 – 1  | FC Bayern Mnichov  | Stadio Giuseppe Meazza, Milán         |  |
| 20:45 SELČ | 11' Serginho 64' Filippo Inzaghi | Report | 23' Michael Tarnat | Diváci: 75.611 Rozhodčí: Luboš Michel |  |
| Poznámky: Sestava: Dida – Kaladze, Maldini (K), Nesta, Šimič – Seedorf, Pirlo, Ambrosini (46. Gattuso) – Rui Costa (85. Laursen), Serginho (79. Dalla Bona) – Inzaghi |                                  |        |                    |                                       |  |

| Základní skupina G: 5. zápas 29. října 2002 | RC Lens                           | 2 – 1  | Milán AC            | Stade Bollaert-Delelis, Lens           |  |
| 20:45 SELČ | 41' Daniel Moreira 49' John Utaka | Report | 31' Andrij Ševčenko | Diváci: 35.000 Rozhodčí: Graham Barber |  |
| Poznámky: Sestava: Abbiati – Maldini (K) (65. Kaladze), Laursen, Costacurta, Helveg – Serginho (65. Seedorf), Ambrosini, Pirlo, Dalla Bona – Tomasson, Ševčenko (46. Borriello) |                                   |        |                     |                                        |  |

| Základní skupina G: 6. zápas 13. listopadu 2002 | Milán AC              | 1 – 2  | Deportivo La Coruňa              | Stadio Giuseppe Meazza, Milán           |  |
| 20:45 SELČ | 34' Jon Dahl Tomasson | Report | 58' Diego Tristán 70' Roy Makaay | Diváci: 56.294 Rozhodčí: Michael Rilley |  |
| Poznámky: Sestava: Abbiati – Kaladze (85. C. Aubameyang), Maldini (K), Šimič, Helveg – Dalla Bona, Pirlo, Serginho – Rui Costa (75. Inzaghi) – Tomasson, Ševčenko |                       |        |                                  |                                         |  |

Konečná tabulka skupiny E